# Porfiria
Porfiria é um grupo de doenças do fígado em que se acumulam no corpo substâncias denominadas porfirinas, que afetam a pele ou o sistema nervoso. Os tipos que afetam o sistema nervoso são também denominados "porfiria aguda", uma vez que os sintomas são de início súbito e curta duração. Os sintomas mais comuns de um ataque são dor abdominal, dor no peito, vómitos, confusão, obstipação, febre, hipertensão arterial e ritmo cardíaco acelerado. Os ataques têm geralmente a duração de alguns dias a algumas semanas. Entre as possíveis complicações estão paralisia, diminuição dos níveis de sódio no sangue e crises epilépticas. Os ataques podem ser desencadeados pelo consumo de álcool ou tabaco, alterações hormonais, jejum, stresse ou determinados medicamentos. Quando a doença afeta a pele, a exposição ao sol pode causar bolhas ou comichão.
A maior parte dos tipos de porfiria são herdados de um ou de ambos os progenitores e são causadas por uma mutação num dos genes que produzem a heme. As mutações podem ser herdadas de forma dominante, autossómica recessiva ou dominante ligada ao cromossoma X. Um dos tipos, a porfiria cutânea tardia, pode também ser causada por excesso de ferro no fígado, hepatite C, álcool ou VIH/SIDA. O mecanismo subjacente resulta na diminuição da quantidade de heme produzida e consequente acumulação no organismo das substâncias envolvidas no processo. As porfirias podem ainda ser classificadas em função de afetarem ou não o fígado e a medula óssea. O diagnóstico é geralmente feito com exames ao sangue urina e fezes. Em alguns casos podem ser realizados exames genéticos para determinar a mutação específica.
O tratamento depende do tipo de porfiria e dos sintomas da pessoa. O tratamento da porfiria da pele geralmente consiste em evitar a exposição ao sol, enquanto o tratamento de porfiria aguda pode consistir na administração de heme por via intravenosa ou uma solução de glicose. Em casos raros pode ser realizado um transplante de fígado.
Embora a prevalência exata de porfiria não seja clara, estima-se que afete entre 1 e 100 por cada 500 000 pessoas. As taxas de prevalência são diferentes conforme as regiões do mundo. Acredita-se que a porfiria aguda tardia seja o tipo mais comum. A primeira descrição conhecida da doença foi feita por Hipócrates e remonta ao ano 370 a.C.. O mecanismo subjacente foi descrito pela primeira vez pelo médico e químico alemão Felix Hoppe-Seyler em 1871. O termo porfiria tem origem no grego πορφύρα, porphyra, que significa "púrpura", como referência à cor da urina que pode estar presente durante um ataque.

## Sinais e sintomas
Existem dois principais tipos de manifestações clínicas características das porfirias, a aguda e a cutânea.

### Porfiria aguda
As porfirias hepáticas com manifestações agudas afetam primariamente o sistema nervoso central resultando em:
- Dor abdominal;
- Vômitos;
- Convulsões;
- Alucinações;
- Depressão;
- Paranoia e;
- Ansiedade.

Se houver acometimento do sistema nervoso autônomo, podem ocorrer também:
- Obstipação (intestino preso);
- Distúrbio da pressão arterial;
- Taquicardia (coração acelerado);
- Arritmias cardíacas (batimento irregular).

Em casos mais graves, pode ocorrer:
- Distúrbio eletrolítico com hiponatremia (falta de sódio);
- Paralisia do bulbo cerebral com parada respiratória;
- Distúrbio psicológico levando a tentativa de suicídio.

Esses sintomas são provavelmente causados pelo efeito tóxico dos precursores de porfirina, o ácido δ-aminolevulínico (ALA) e porfobilinogênio (PBG).
Os ataques da doença podem ser desencadeados por drogas (como barbitúricos, álcool, drogas, sulfa, contraceptivo oral, sedativos e certos antibióticos), outros agentes químicos e certos alimentos. O jejum também pode desencadear os ataques, pela queda na glicemia.
Os pacientes com porfirias hepáticas (PCT, AIP, HCP, VP) estão em risco aumentado de terem carcinoma hepatocelular (câncer de fígado) e podem precisar de monitoramento. Outros fatores de risco típicos para o câncer de fígado não precisam estar presentes, como a hepatite B ou C, excesso de ferro ou cirrose de qualquer etiologia.

### Porfiria cutânea
As porfirias eritropoiéticas afetam primariamente a pele resultando em:
- Fotossensibilidade (sensibilidade a luz);
- Bolhas;
- Necrose da pele e gengivas;
- Prurido;
- Edema (inchaço) e;
- Crescimento de pelos em locais inusuais.

Em algumas formas de porfiria, o acúmulo de precursores do heme excretados pela urina podem, após exposição ao sol, tornar a urina vermelha, marrom escura ou púrpura. Também pode haver acúmulo dos precursores nos dentes e unhas tornando-os avermelhados.

## Fisiopatologia

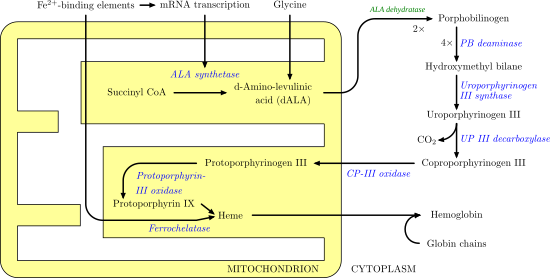
Síntese do heme - observe que algumas reações ocorrem no citoplasma (citosol) e outras na mitocôndria (amarela)

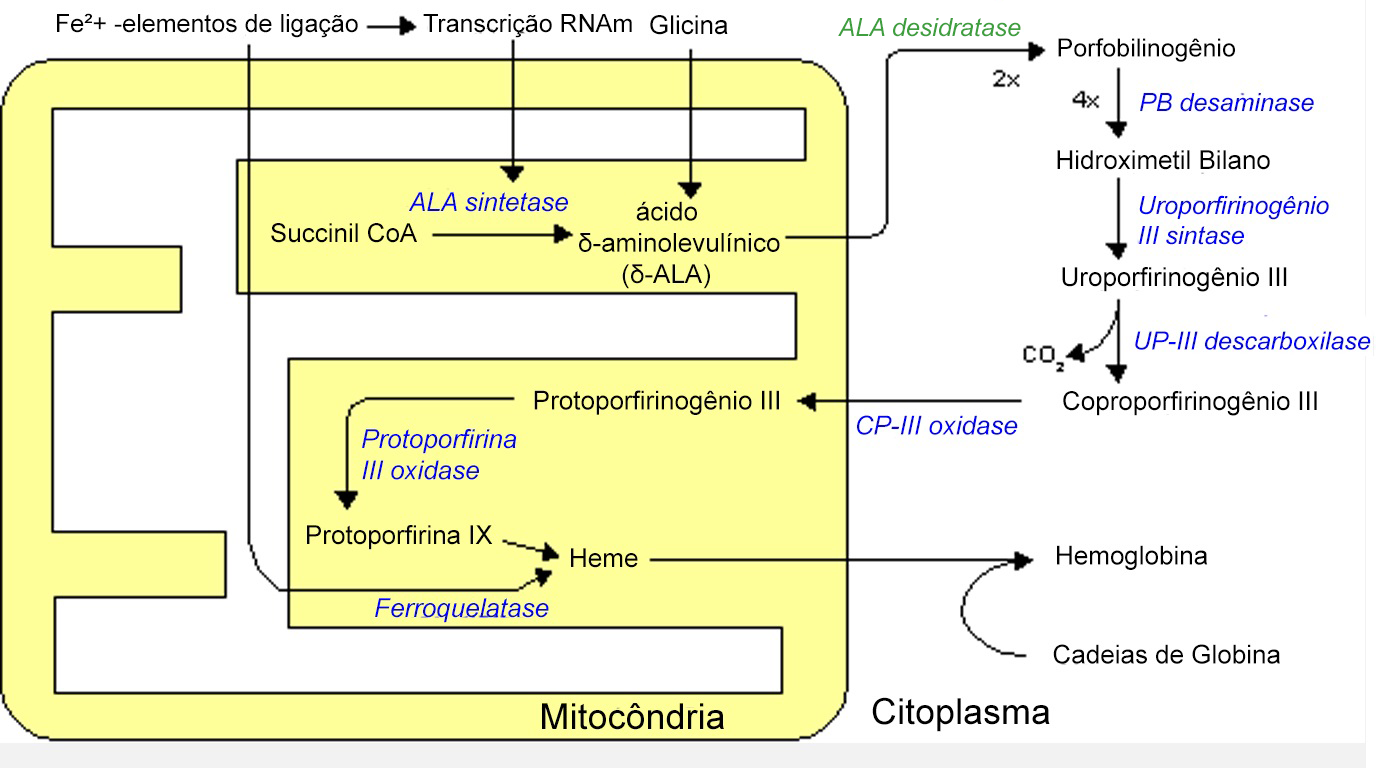
Síntese do heme - esquema em Português

Nos humanos, as porfirinas são os principais precursores do heme, um componente essencial da hemoglobina (proteína presente nas células do sangue e que distribui o oxigênio para as partes do corpo), mioglobina (proteína que carrega oxigênio nos músculos) e citocromos (proteínas que fazem transporte de elétrons).
A síntese do heme se dá em dois locais distintos da célula e envolve oito enzimas. Ela começa na mitocôndria (com a primeira enzima atuando), prossegue no citoplasma (com quatro enzimas atuando), e volta para a mitocôndria, onde é encerrada (com as três últimas enzimas atuando).
As porfirias são causadas por deficiências funcionais ou quantitativas de qualquer uma das enzimas que participam do processo de síntese do heme. A síntese do heme prejudicada causa o acúmulo de um de seus precursores, as porfirinas, que são tóxicas em altas concentrações nos tecidos. A produção diminuída de heme não é um grande problema, pois mesmo uma atividade enzimática pequena pode levar à produção de heme suficiente.
Características bioquímicas desses intermediários e o local de sua produção determinarão em que tecido serão acumulados, se são fotossensíveis e como serão excretados (na urina ou nas fezes).

## Diagnóstico

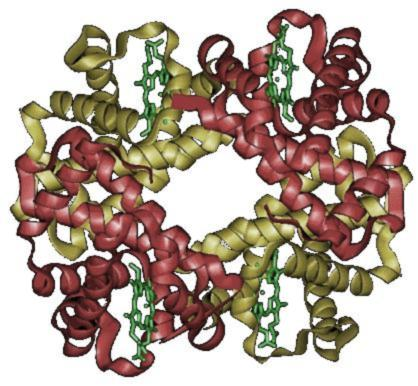
Estrutura tridimensional da hemoglobina. As quatro subunidades são mostradas em vermelho e amarelo, e o grupo heme em verde.

A porfiria é diagnosticada através de espectroscopia (porfirinas têm um espectro característico de absorção) e exames bioquímicos no sangue, urina e fezes. De modo geral, a dosagem de porfobilinogênio (PBG) na urina é o primeiro passo na suspeita de porfiria aguda. Como resultado do feedback, a produção reduzida de heme leva a um aumento na concentração de precursores, sendo que o PBG é um dos primeiros na cadeia sintética da porfirina. Dessa maneira, sua concentração urinária está elevada em praticamente todos os casos de porfiria aguda, exceto na rara deficiência de ALA dehidratase e em pacientes com saturnismo (intoxicação por chumbo) ou tirosinemia hereditária tipo I.
Para detectar a porfiria, podem ser necessários repetidos exames durante um ataque e seus ataques subsequentes, já que os níveis podem estar normais ou próximos ao normal entre os ataques.
Como a maioria das porfirias são doenças raras, os laboratórios hospitalares em geral não possuem especialização, tecnologia ou tempo para seus funcionários realizarem o exame de porfiria. Em geral, os exames envolvem o envio de amostras de sangue, fezes e urina para um laboratório de referência. As amostras colhidas para detectar a porfiria devem ser manuseadas com cuidado, sendo protegidas da luz e refrigeradas. As amostras devem ser colhidas durante uma crise, caso contrário um resultado falso negativo pode ocorrer.

## Diagnóstico diferencial
Devido aos diversos tipos e a ocorrência relativamente incomum de porfiria, geralmente a porfiria não é a primeira suspeita diagnóstica, o paciente pode inicialmente ser suspeito de ter outra doença não-relacionada. Por exemplo, a polineuropatia da porfiria aguda pode ser confundida com a síndrome de Guillain-Barré, e os exames de porfiria são geralmente recomendados nestes casos. O lúpus eritematoso também apresenta fotossensibilidade e  ataques de dor, além de compartilhar diversos outros sintomas com a porfiria. Entre os pacientes com diagnósticos de distúrbios psiquiátricos, a incidência de exames positivos para porfiria aguda intermitente chega a ser de 1 para cada 500 casos, muito acima da média, o que sugere que muitos "pacientes psiquiátricos" são na realidade portadores de porfiria não tratada.

### Exames adicionais
Podem ser solicitados alguns exames para diagnóstico dos órgãos afetados, como os estudos da condução nervosa para neuropatias ou um ultra-sonografia para o fígado. Exames bioquímicos básicos podem ajudar a identificar a doença no fígado, carcinoma hepatocelular e outros problemas nos órgãos.

## Classificação

Estrutura do heme b, componente dependente das porfirinas em sua síntese.

Classicamente as porfirias eram classificadas de dois modos.
Uma classificação era de acordo com o local de acúmulo dos precursores do heme, ou seja, no fígado (porfirias hepáticas) ou no sangue (porfirias eritropoiéticas):
- Porfirias hepáticas: caracterizadas por ataques neurológicos agudos (convulsões, psicose, dor extrema nas costas e abdômen e polineuropatia aguda)

- Porfirias eritropoiéticas: apresentam problemas de pele, geralmente erupções de bolhas sensíveis à luz solar e crescimento aumentado de pêlos.

Também eram classificadas de acordo com os principais sinais e sintomas:
- Porfirias agudas: causam sintomas neurológicos.
- Porfirias cutâneas: causam fotossensibilidade cutânea.

Estas antigas classificações de porfirias já foram bem estudadas e caracterizadas, o que as tornou obsoletas, apesar de úteis. Atualmente as porfirias são classificadas mais precisamente de acordo com suas deficiências enzimáticas específicas:
| Enzima deficiente                                   | Enzima deficiente | Porfiria associada                           | Herança               | Tipo de porfiria | Tipo de porfiria | Tipo de porfiria | Tipo de porfiria |
| Nome                                                | Local             | Porfiria associada                           | Herança               | Hepát.           | Eritrop.         | Aguda            | Cutânea          |
| δ-aminolevulinato (ALA) sintase                     | Mitocôndria       | Anemia sideroblástica ligada ao X (XLSA)     | Recessiva ligada ao X |                  |                  |                  |                  |
| δ-aminolevulinato (ALA) dehidratase                 | Citosol           | Porfiria deficiente de ALA dehidratase (ADP) | Autossômica recessiva | X                |                  | X                |                  |
| Hidroximetilbilano (HMB) sintase (ou PBG deaminase) | Citosol           | Porfiria aguda intermitente (AIP)            | Autossômica dominante | X                |                  | X                |                  |
| Uroporfirinogênio (URO) sintase                     | Citosol           | Porfiria eritropoiética congênita (CEP)      | Autossômica recessiva |                  | X                |                  | X                |
| Uroporfirinogênio (URO) III decarboxilase           | Citosol           | Porfiria cutânea tarda (PCT)                 | Autossômica dominante | X                |                  |                  | X                |
| Uroporfirinogênio (URO) III decarboxilase           | Citosol           | Porfiria hepatoeritropoiética (HEP)          | Autossômica recessiva | X                | X                |                  | X                |
| Coproporfirinogênio (COPRO) III oxidase             | Mitocôndria       | Coproporfiria hereditária (HCP)              | Autossômica dominante | X                |                  | X                | X                |
| Protoporfirinogênio (PROTO) oxidase                 | Mitocôndria       | Porfiria variegata (VP)                      | Autossômica dominante | X                |                  | X                | X                |
| Ferroquelatase                                      | Mitocôndria       | Protoporfiria eritropoiética (EPP)           | Autossômica dominante |                  | X                |                  | X                |

As três porfirias mais freqüentes são a porfiria cutânea tarda, a porfiria aguda intermitente e a protoporfiria eritropoiética.
A porfiria variegata (ou porfiria mista), que ocorre devido a uma deficiência parcial na enzima PROTO oxidase, manifesta-se através de lesões de pele semelhantes às da porfiria cutânea tarda combinadas com ataques neurológicos agudos. Os sintomas podem surgir na segunda década de vida. Há descrição de um grupo de portadores na África do Sul descendentes de uma única pessoa portadora da mutação: Berrit Janisz, um holandês que emigrou para lá no século XVII.

## Tratamento

### Porfiria aguda
Carboidratos e heme
Uma dieta rica em carboidratos é geralmente recomendada; em ataques severos, infusão de solução hipertônica de glicose (até de 50%) é iniciada, o que pode interromper a crise ou auxiliar na recuperação.
Hematina e arginato de heme são as drogas escolhidas para porfiria aguda, nos Estados Unidos e no Reino Unido respectivamente. Estas drogas devem ser aplicadas bem no começo de um ataque, com eficácia dependendo do indivíduo e da demora para iniciar o tratamento. Não são drogas curativas mas podem reduzir o tempo e a intensidade dos ataques. Efeitos colaterais são raros mas podem ser sérios. Essas substâncias do tipo heme teoricamente inibem a enzima ALA sintetase por retroalimentação negativa, reduzindo portanto o acúmulo de precursores tóxicos. No Reino Unido, suprimentos dessa droga são mantidos em dois centros nacionais. Nos Estados Unidos, uma companhia fabrica Panematin para infusão. A Fundação Americana de Porfiria tem informações sobre como encontrar a droga mais rapidamente.
Fatores precipitantes
Se o ataque foi causado por drogas ou hormônios, a descontinuação do uso destas substâncias é essencial. A infecção é uma das causas mais comuns de ataques e requer tratamento vigoroso.
Controle dos sintomas
A dor é extremamente severa, freqüentemente fora de proporção aos sinais físicos, e quase sempre requer o uso de opiáceos para reduzi-la a níveis toleráveis. A dor deve ser tratada tão cedo quanto medicamente possível devido à sua severidade. As náuseas podem ser severas; elas podem responder a medicamentos fenotiazínicos mas às vezes não são tratáveis. Banho/imersão em água quente podem diminuir as náuseas temporariamente, embora dever ser tomados cuidados para evitar queimaduras e quedas.
Identificação precoce
Pacientes com histórico de porfiria aguda são recomendados a usar um bracelete de alerta ou outra identificação o tempo inteiro para o caso de desenvolverem sintomas: já que talvez eles não possam explicar aos profissionais da saúde sobre sua condição e o fato de que algumas drogas são absolutamente contra-indicadas.
Aspectos neurológicos e psiquiátricos
Pacientes que sofrem ataques freqüentes podem desenvolver dores neuropáticas crônicas nas extremidades bem como dor crônica no sistema digestivo. Provavelmente devido à deterioração do nervo axonal nas áreas afetadas do sistema nervoso. Nesses casos, tratamento com opióides de longa duração podem ser indicados. Alguns casos de dor crônica podem ser difíceis de administrar e podem requerer tratamento usando modalidades múltiplas. Depressão geralmente acompanha a doença e é melhor lidar tratando os sintomas e se necessário com o uso prudente de anti-depressivos.
Convulsões
Convulsões geralmente acompanham essa doença. A maioria dos remédios contra convulsão potencializam a condição. O tratamento pode ser problemático: barbitúricos devem ser evitados. Algumas benzodiazepinas são seguras, e, quando usadas em conjunto com recentes medicamentos anti-convulsão como gabapentina oferece um possível regime para o controle de convulsões.
Doença do fígado não diagnosticada
Algumas doenças hepáticas podem causar porfiria mesmo na ausência de predisposição genética. Entre elas está a hemocromatose e hepatite C. 
Tratamento hormonal
As flutuações hormonais que contribuem para os ataque cíclicos em mulheres têm sido tratadas com contraceptivos orais e hormônio luteinizante que "desligam" os ciclos menstruais. Entretanto, os contraceptivos orais também desencadearam fotossensibilidade e a abstenção dos contraceptivos orais desencadearam ataques. 

### Porfirias eritropoiéticas
As erupções de pele que ocorrem nas porfirias eritropoiéticas geralmente requerem o uso de filtro solar e a evitação da luz solar. Pode-se utilizar cloroquina para aumentar a secreção de porfirina em alguns casos de porfirias eritropoiéticas. A transfusão de sangue é ocasionalmente usada para suprimir a produção de heme pelo indivíduo.

## Etimologia
O termo porfiria deriva da palavra grega πορφύρα, porphýra, significando "pigmento roxo". O nome também aparenta ser uma referência à coloração arroxeada dos fluidos corporais dos pacientes durante um ataque.

## Cultura e história

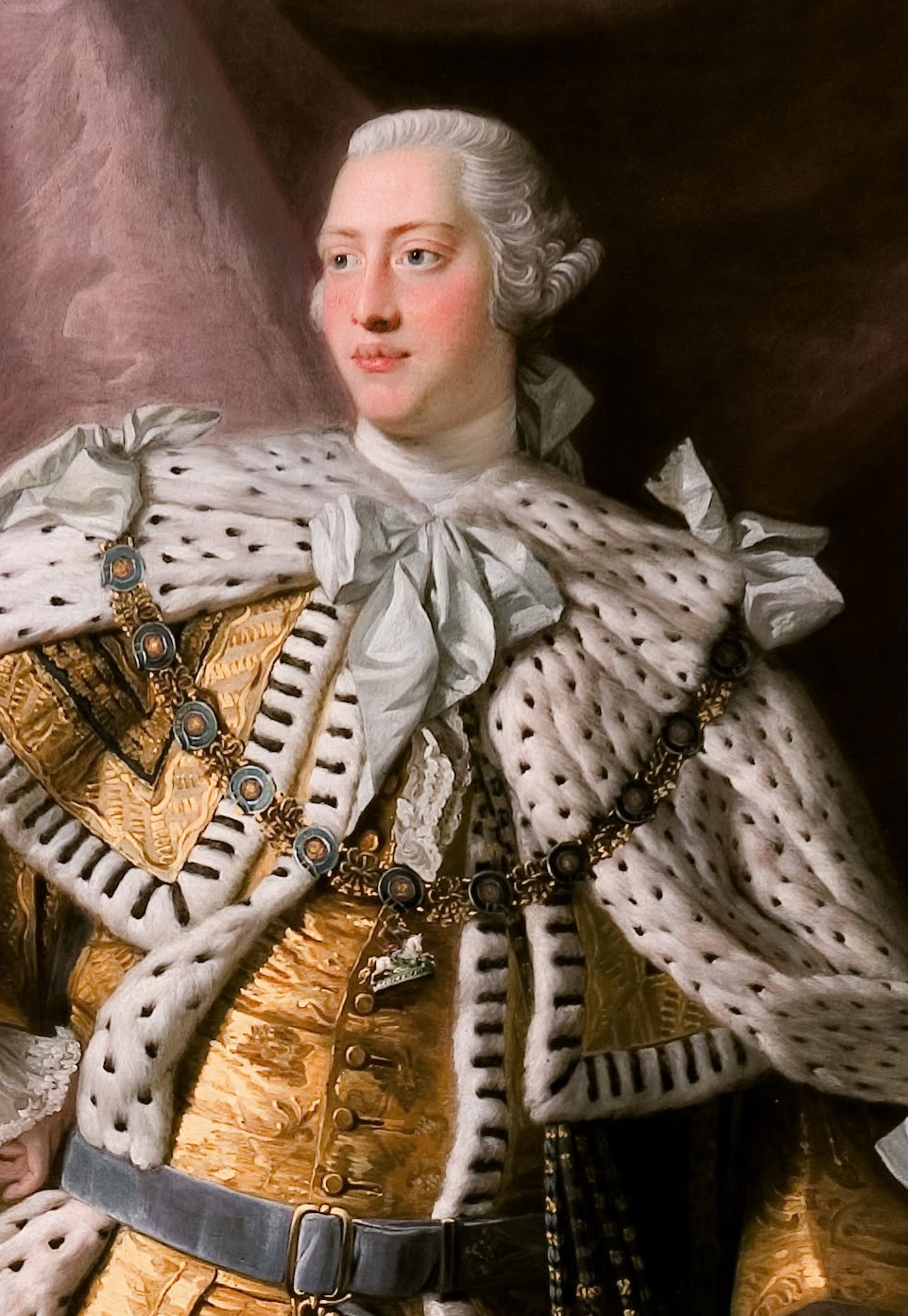
A insanidade demonstrada pelo Rei Jorge III do Reino Unido era resultado de uma porfiria. ("Rei Jorge III do Reino Unido", tela por Allan Ramsay, 1762)

### Pacientes históricos
A Medicina moderna tem sugerido que a insanidade demonstrada por Jorge III do Reino Unido foi resultado de porfiria. Estudos demonstraram que, devido a endogamia, tanto a porfiria quanto a hemofilia são doenças hereditárias que afligem a família real inglesa. Estudo sugere que Jaime I, Maria Tudor, a Rainha Ana, Charlotte da Prússia, duquesa de Saxe-Meiningen e o Príncipe William de Gloucester também eram porfíricos. Um novo estudo também sugere que Vincent van Gogh tenha sofrido de porfiria aguda intermitente. Sugere-se que o Rei Nabucodonosor da Babilônia, e o escultor brasileiro Aleijadinho também tenham sofrido da doença.
Paula Allende, filha de Isabel Allende, morreu de porfiria, o que inspirou Isabel a escrever o livro biográfico Paula, dedicado a ela.

### Porfiria e folclore vampírico
Em 1985 o bioquímico David Dolphin propôs uma ligação entre a porfiria e o folclore vampírico. Reparando que essa condição é tratada com hemo intravenoso, Dolphin sugeriu que o consumo de grandes quantidades de sangue poderia resultar de alguma maneira no transporte do hemo através da parede do estômago e para a corrente sanguínea. Desta maneira, os vampiros eram meros indivíduos sofredores de porfiria que procuravam substituir o hemo e aliviar os sintomas Esta teoria tem sido desmontada pelo meio médico, uma vez que as sugestões sobre os afectados por porfiria desejarem a ingestão do hemo no sangue humano, ou que o consumo de sangue possa atenuar os sintomas da doença, são baseados numa compreensão errada da doença. Adicionalmente, constatou-se que Dolphin confundira os vampiros fictícios (sugadores de sangue) com os do folclore, muitos dos quais não eram conhecidos por beberem sangue. Do mesmo modo, foi estabelecido um paralelo com a sensibilidade à luz do Sol por parte dos afectados por porfiria, quando esta condição está associada aos vampiros fictícios, e não aos da tradição popular. Em todo o caso, Dolphin não chegou a dar mais divulgação aos seus trabalhos. Embora tenha sido posto de parte pelos peritos, a ligação entre vampirismo e porfiria conseguiu a atenção dos média, e entrou ela própria no folclore da moderna cultura pop.